# Pura Ulun Danu Batur
Le Pura Ulun Danu Batur ou Pura Batur est le deuxième plus grand temple de Bali après celui de Besakih. Il est situé dans le kabupaten de Bangli et fut reconstruit en 1926 après qu'une coulée de lave détruisit l'ancien temple. Il est dédié à Dewi Danu, la déesse des lacs et des rivières.

## Histoire
Originellement, le temple est construit dans la caldeira du Batur, dans le village du même nom, mais le temple et le village sont détruits par une éruption particulièrement violente en 1926. Après cette catastrophe, le temple et le village sont reconstruits dans les hauteurs. Le temple est historiquement dédié à Dewi Danu et plus généralement aux dieux et déesse des eaux. Le temple est le second en taille après le temple de Besakih.

## Architecture
Le Pura Ulun Danu Batur contient neuf mandirs pour un total de 285 sanctuaires et pavillons dédiés aux dieux et déesses de l'eau,, de l'agriculture, de l'art, de l'artisanat et d'autres. Le temple principal contient cinq grandes cours. Parmi les neuf temples, il y a un temple chinois de foi confucéenne.